# Webetun
Webetun is een bestuurslaag in het regentschap Belu van de provincie Oost-Nusa Tenggara, Indonesië. Webetun telt 539 inwoners (volkstelling 2010).